# Oualid Sbai
Oualid Sbai is een Belgisch jiujitsuka.

## Levensloop
Sbai behaalde brons op de wereldkampioenschappen van 2014 te Parijs in de gewichtsklasse -77kg van het onderdeel ne waza. Tevens werd hij dat jaar Europees kampioen te Boekarest.